# L'Honorable Stanislas, agent secret
Série Stanislas
Pleins feux sur Stanislas
(1965)
Pour plus de détails, voir Fiche technique et Distribution.
L'Honorable Stanislas, agent secret est un film d'espionnage franco-italien de Jean-Charles Dudrumet, sorti en 1963.
Stanislas-Évariste Dubois, dynamique directeur d'une agence publicitaire se retrouve, à la suite d’une banale étourderie, impliqué dans une affaire de contre-espionnage. Ceci lui valut de devenir contre son gré un honorable correspondant, en argot une barbouze, et de vivre une aventure très mouvementée.

## Synopsis
À Paris, en 1962. Le film s’ouvre dans un théâtre où, en plein spectacle, une cantatrice lyrique, voyant quelque chose d’effrayant, pousse un terrible cri provoquant un contre-ut déplorable. Treize jours auparavant, en sortant de son appartement, alors qu'il est déjà en retard pour se rendre à son travail, Stanislas-Évariste Dubois, directeur d’une agence de publicité, croise sur le palier une jeune femme blonde chargée d’un tableau très encombrant. L’ascenseur est étroit. Stanislas, galant homme, voulant aider la jeune femme, abîme le cadre du tableau. Il se charge de la réparation de ce « Cézanne » et invite la jeune femme à dîner, le soir même. En sortant du restaurant, Stanislas s’aperçoit qu’il s’est trompé de manteau et qu’il n’a pas ses clés pour rentrer chez lui. Après avoir déposé la jeune femme chez elle, il finit la nuit dans un petit l’hôtel. 
Le lendemain, il se rend à l’Hôtel Prince de Galles pour rendre à monsieur Martin, sujet britannique, son manteau ainsi qu’une petite statuette asiatique emboitable, découverte dans une poche. Martin meurt subitement, dans sa salle de bain. Avant de quitter la chambre de l’hôtel, Stanislas garde sur lui la statuette qui le préoccupe. Étrange situation pour Stanislas qui, après avoir été enlevé devant l’hôtel par deux malfrats dont il réussit après une course-poursuite à leur échapper, se voit d’abord suspecté par l'enquête du commissaire qui conclut à l’empoisonnement de Martin au curare, puis libéré grâce à l'intervention d'un colonel du Service des Renseignements. Ce dernier lui révèle que Martin était en réalité un espion étranger et le met en garde sur sa relation avec la jeune femme au « Cézanne ». Stanislas essaye en vain de la retrouver mais c’est elle, Ursulla Keller, guide au Musée du Patrimoine, qui reprend contact avec lui et, les voilà qui partent pour passer une agréable soirée entre amoureux, à la campagne. Pendant ce temps, l’appartement de Stanislas est méticuleusement fouillé par une jeune femme brune qui, surprise par les deux précédents malfrats, est égorgée. 
Après cela, Ursulla découvre horrifiée le portrait de Stanislas à la Une de France Soir titrant sur son inculpation pour meurtre, délit de fuite et rappelant son implication dans le crime du « Prince de Galles ». Stanislas est à nouveau arrêté, puis à nouveau libéré par le colonel qui cette fois lui « propose » sous menace coercitive de travailler pour lui, afin de démasquer les assassins de Martin et de la jeune femme brune qui était un agent double du colonel. Stanislas n’a pas le choix, sous peine de retourner en prison, il accepte de devenir une sorte d’appât appelé dans le jargon du contre-espionnage un « honorable correspondant ». Les soupçons sur Ursulla Keller sont écartés. La ruse du colonel fonctionne. Accosté par des individus à la sortie d’une gare de grande banlieue parisienne, Stanislas, de son plein gré, est conduit dans la luxueuse propriété d’Alfred Thirios, le chef des trafiquants, dont il reconnait les deux précédents malfrats. Là, en présence de Thirios, alors que l’on entend la belle voix d’une cantatrice, il découvre, sur la table du salon, un jeu d’échecs asiatique dont il manque une pièce. Stanislas, déposant à cet endroit, la statuette identique du défunt Martin qu’il avait conservée et, indique à Thirios qu’il est en possession du microfilm qu’elle contenait. Le croyant sur parole Thirios le fait aussitôt libérer. Très vite Stanislas est à nouveau contacté. 
Muni de faux microfilms du colonel qu’il doit remettre à Thirios contre une rançon, Stanislas se rend au discret rendez-vous dans une église de banlieue où il découvre l’organiste, un couteau planté dans le dos. Ce dernier, avant de mourir, lui prononce avec difficulté le mot « échelle ». En traversant le cimetière de l’église, Stanislas échappe de justesse à un coup de feu mortel. Il se rend chez le colonel pour lui demander des explications. Il apprend que l’organiste était un correspondant comme lui et furieux de cette dangereuse situation de chantage de la part du colonel, se rebelle et il lui donne sa démission. Peu de temps après, au théâtre de la Gaîté-Lyrique, la Diva Maria Linas, qui est la maîtresse de Thirios, chante dans l’opérette « L’échelle de feu » retransmise en direct à la radio. Au volant de sa Triumph TR4 cabriolet, Stanislas entend cette voix et fait aussitôt les rapprochements d’une part avec la voix qu’il avait entendue dans le salon de Thirios et d’autre part avec le mot « échelle » de l’organiste. Aussitôt, Stanislas, sans rancune, prévient le colonel de sa découverte et, sans l’attendre, il se précipite dans les loges du théâtre à la recherche de Thirios. Il le poursuit, durant le spectacle, dans les coulisses jusque dans les cintres et les guindes de la cage de scène et réussit là-haut à le maîtriser tandis que le cartable, que Thirios tenait en main, s’ouvre provoquant une pluie des billets de banque de la rançon, inondant la scène en pleine représentation et faisant hurler la Diva. Les hommes du Colonel arrêtent Thirios, tandis que Stanislas est libre de rejoindre la belle Ursulla.
Le lendemain, les deux hommes de main de Thirios, ignorant que leur patron avait été arrêté, accomplissent leur mission en plaçant, à 8h30, à l'arrière du cabriolet de Stanislas une bombe à retardement. Retenue dans les bras de son amoureux, Ursulla rate son train pour se rendre à une conférence. Pour se faire pardonner, Stanislas lui prête la Triumph. Pendant ce temps, les deux malfrats ayant été arrêtés, le colonel prévient Stanislas que son cabriolet contient à bord une bombe qui doit exploser à 11h45. Stanislas a moins de deux heures pour retrouver Ursulla, coûte que coûte, afin de la sauver. Ne comptant que sur lui-même, Stanislas se précipite au Bourget : belle occasion d'une poursuite entre elle sur la route, dans la Triumph totalement inconsciente du danger et lui dans les airs, dans un petit avion léger muni d’un système de fumigène lui permettant d’écrire dans le ciel le message de détresse : « STOP ». Curieuse, Ursulla s’arrête pour observer la scène. Alors, pour l’obliger à s’éloigner du véhicule, Stanislas fait un vol en rase-motte juste au-dessus d’elle. Effrayée, elle se sauve juste avant l’explosion du véhicule, tandis que l’avion en panne d’essence s’écrase dans un champ.
Le lendemain, Ursulla vient retrouver à l’hôpital son « Honorable Stanislas », une jambe dans le plâtre.

## Fiche technique
- Titre : L'Honorable Stanislas, agent secret
- Autre titre : Spionaggio senza frontiere (Italie) et Agente secreto (Espagne)
- Réalisation : Jean-Charles Dudrumet
- Production : Films de La Licorne (Paris), Italgamma (Rome)
- Directeur de production : Jean Cotet
- Scénario original et adaptation : Michel Cousin et Jean-Charles Dudrumet
- Dialogues : Michel Cousin
- Photographie : Pierre Guéguen
- Opérateur : Georges Pastier, assisté de Louis Guéguen et Michel Deloire
- Musique : Georges Delerue (éditions : Hortensia)
- Décors : Olivier Girard, assisté de Henri Sonois
- Son : Julien Coutellier
- Montage : Charles Bretoneiche, assisté de Elyette Helies
- Combats réglés par Claude Carliez
- Régisseur général : Jean Pieuchot
- Les robes de Geneviève Page ont été exécutées par Nina Ricci
- Maquillage : Alexandre Marcus
- Écriture dans le ciel par C.A.P.I.A - S.A
- Tournage : Franstudio de Saint-Maurice
- Enregistrement : Optiphone
- Mixage réalisé aux studios Marignan par René Renault
- Tirage : Laboratoire G.T.C de Joinville
- Distribution : Prodis
- Pays d'origine :  France  et  Italie
- Format : Noir et blanc - 35 mm
- Genre : parodie de film d'espionnage
- Durée : 91 minutes
- Sortie : 4 septembre 1963
- Visa d'exploitation : 26.955

## Distribution
- Jean Marais (Stanislas-Évariste Dubois, directeur d'une agence de publicité)
- Geneviève Page (Ursulla Keller, guide dans un musée)
- Noël Roquevert (Le commissaire Mouton)
- Gaia Germani (Andrea, agent des renseignements généraux)
- Maurice Teynac (Alfred Thirios, le trafiquant)
- Jean Galland (colonel Derblay chef des renseignements généraux)
- Christian Marin (Lecanut, le secrétaire du commissaire Mouton)
- Mathilde Casadessus (Maria Linas, la diva)
- Marcelle Arnold (Mlle Morin, la secrétaire de Stanislas)
- Hélène Dieudonné (grand-mère de Stanislas)
- Germaine Dermoz (mère de Stanislas)
- Yvonne Clech (la dame du train)
- Louis Arbessier (le directeur du musée)
- Robert Rollis (le facteur)
- Pierre Tornade (un inspecteur)
- Made Siamé (la vieille dame dans le lit lors de la bagarre)
- Paulette Noizeux (la servante de la mère de Stanislas)
- Jean-Loup Reynold (Tristan, un homme de main de Thirios)
- Michel Seldow (l'illusionniste à la télévision)
- Raoul Billerey (un collaborateur de Thirios)
- Paul Faivre (le taxi)
- Max Montavon (le réceptionniste de l'hôtel)
- Christian Lude (le médecin légiste)
- Marcel Mérovée (un employé de l'hôtel)
- Jacques-Henri Duval (l'automobiliste qui dépanne Ursulla)
- Robert Seller (le concierge du théâtre)
- Pierre-Jacques Moncorbier (le faux prédicateur)
- Jean-Henri Chambois (le directeur de l'hôtel)
- André Gille (le critique musical à la télévision)
- Jean Sylvain (le passant qui ne donne jamais l'heure)
- Fred Fisher (Mr Martin, l'agent anglais assassiné)
- Georges Bever (le garçon d'étage de la pension de famille)
- Marcel Loche (le vieux monsieur dans le lit lors de la bagarre)
- Jean Franval (un homme de Thirios)
- Jimmy Perrys (le restaurateur)
- Jean Rupert (le serveur au strabisme)
- Michel Giannou (le chasseur de l'hôtel)
- Henri Guéguan (un bagarreur)
- Yvon Jeanclaude (un bagarreur)
- Michel Dacquin (l'organiste poignardé)
- Roger Lecuyer (Un danseur de twist et un homme au concert)
- Luciana Paoli
- Valério Tordi
- F. Florio
- Le chien Monseigneur
- Jean-Pierre Zola
- Jean-Pierre Vaguer
- avec les voix de Denise Benoit et Aimé Doniat

## Autour du film
L’année 1962 marqua pour Jean Marais la fin d’un cinéma de cape et d’épée avec son ultime interprétation, dans le film d’Henri Decoin Le Masque de fer, du personnage de d’Artagnan vieillissant, ayant atteint la quarantaine. Ce genre de cinéma qu’il avait bien servi n’était plus à la mode.
En 1963, entrant dans sa cinquantième année, l’acteur Marais se devait de repartir dans un genre nouveau afin de diversifier sa carrière en se tournant vers un autre style de films d'aventures, le film d'espionnage.
La série de romans d’espionnage OSS 117, créée en 1949 par Jean Bruce et adaptée au cinéma dès 1957, était en vogue et le jeune réalisateur Dudrumet l'avait bien compris en créant son personnage de Stanislas dont les mésaventures de ce directeur d’une officine de publicité devenu malgré lui agent du contre-espionnage, n’étaient pas, scénaristiquement du moins, sans rappeler les déboires de Cary Grant – publiciste lui aussi ! – dans La Mort aux trousses, chef-d’œuvre d’Alfred Hitchcock de 1959. Au point que Jean-Charles Dudrumet – avec la scène finale où Stanislas, pour avertir sa compagne d'un grave danger imminent, arrivait en avion sur elle en vol rase-motte ! –  fut accusé de plagiat.
Si dans le milieu des années 1960, les parodies de films d'espionnage surfèrent sur la vague de l'espion distingué commencée par Georges Lautner avec son allègre  Monocle noir en 1961, ce même type de l'aventurier espion était apparu sur les écrans déjà dans les années 1950 avec l’agent secret Lemmy Caution interprété par Eddie Constantine suivi en 1958 du Gorille superbement joué par Lino Ventura, alors en début de carrière, dans un film sans prétention mais efficace.
En 1963, la concurrence était rude avec l’apparition explosive début janvier sur les écrans français du premier James Bond sous les traits de Sean Connery avec 4,7 millions de spectateurs, suivi en juin d’un OSS 117 se déchaîne d’André Hunebelle avec 2,32 millions d’entrées. Si bien que le film de Dudrumet, sorti tardivement qu’en septembre, ne put rassembler que 1,8 million de spectateurs, se classant seulement à la 25ème place au Box-Office des films sortis en salle et faisant moins bien que le célèbre et hilarant film de Georges Lautner Les Tontons flingueurs sorti pourtant en fin d’année 63 et accueilli par 3,34 millions de spectateurs et qui devint par la suite le film culte du genre où les gags crépitent et les dialogues font mouche. 
Malheureusement pour lui, Jean Marais n'était pas tombé pour sa reconversion sur le metteur en scène qu’il lui aurait fallu, pour conserver l’honorable place qu'il avait connu avec ses films précédents comme Le Bossu ou Le Capitan. Jean Charles Drudumet n'avait tourné jusqu'alors que deux films (policiers pourtant) et le moins que l'on puisse dire c'est qu'il ne maîtrisait pas vraiment la mise en scène et la direction d’acteurs malgré les belles scènes d’actions supervisées pourtant par le spécialiste du moment, Claude Carliez.  Notre "honorable Stanislas" souffrit donc d'un rythme beaucoup trop lent pour ce genre de films et tout le talent des acteurs, notamment des seconds rôles comiques comme Noël Roquevert, toute la bonne dose d’humour et la très belle musique de Georges Delerue, n'arrivèrent pas désespérément à déclencher le grand enthousiasme du public habituel.
Ce qui n’empêcha pas Dudrumet de continuer à mettre en scène ce personnage contesté, toujours avec la même complicité de Jean Marais, dans une nouvelle mouture intitulée Pleins feux sur Stanislas qui, en 1965, fut encore plus froidement accueillie.
Box-office France 1963 : 1 803 068 spectateurs 

## Lieux de tournage
- La gare de Boissy au départ de l'autorail Gisors-Pontoise
- en partie à Gency-Cergy (Val-d'Oise), et les environs
- à Enghien-les-Bains (Val d'Oise)